# ارومایزون
ارومایزون (نام علمی: Erromyzon) نام یک سرده از تیره سگ‌ماهیان جویباری است.